# Alejandro Russo
Alejandro Russo (Ensenada, 13 de fevereiro de 1968) é um ex-futebolista profissional argentino que atuava como defensor.

## Carreira
Alejandro Russo se profissionalizou no Estudiantes de La Plata.

## Seleção
Alejandro Russo integrou a Seleção Argentina de Futebol nos Jogos Olímpicos de 1988, de Seul.